# Modesty Blaise
Modesty Blaise é uma personagem de banda desenhada inglesa criada por Peter O’Donnell em 1963, sendo publicada em diversos títulos, principalmente tiras até 2002.

## História
Modesty Blaise era uma jovem com amnésia que fugiu de um acampamento de refugiados em Kalyros, Grécia, no final da segunda guerra mundial. Sem nenhum conhecimento de sua vida anterior, vagou sozinha na área compreendida pelo norte da África, Mediterrâneo e Oriente Médio do pós-guerra, aprendendo a sustentar-se através de meios criminosos e a cuidar de si mesma. Durante essas viagens conheceu e ficou amiga de um refugiado e estudioso húngaro chamado Lob, que a educou e lhe deu o nome Modesty. Ela mais tarde adicionou o nome Blaise, o tutor do mago Merlin das lendas do Rei Arthur. Modesty rapidamente ascendeu na hierarquia do submundo do crime, se tornando a chefe de uma quadrilha baseada fora de Tânger. Sob sua liderança, o grupo evoluiu para um consórcio internacional conhecido como "A Rede". 
Foi durante o seu tempo com a rede que Modéstia conheceu Willie Galvin, que se encontrava numa situação desesperada, mas mesmo assim, Modesty acreditou nele, oferecendo-lhe um emprego. Willie, tocado pela sua generosidade, mostrou a sua fidelidade ao se tornar seu braço direito na Rede, se tornando um amigo de confiança, mas num relacionamento estritamente platônico, pois um envolvimento sexual poderia arruinar os laços especiais que compartilharam com o outro. Ele se refere a ela como "Princesa", um termo carinhoso que só ele é autorizado a usar. Os outros membros da Rede referem-se a Modesty como "Mam'selle" (como no termo francês mademoiselle), por respeito a sua posição de liderança. 
Com o passar do tempo, Modesty decidiu que já havia acumulado dinheiro suficiente na Rede, para se aposentar, escolhendo a Inglaterra como seu destino. Neste momento, Modesty tinha por volta de trinta anos com Willie oito anos mais velho que ela. Ele seguiu a sua melhor amiga, mas rapidamente se viu entediado de sua nova vida entre os privilegiados. Foi então que Modesty se encontrou com Sir Gerald Tarrant, um alto oficial do Serviço Secreto Britânico, que lhe pediu ajuda em uma questão particularmente repugnante. Este encontro é tratado de forma diferente nos quadrinhos e na novelização, apesar de todas as linhas da história de Modesty Blaise, que não são ilustradas e escritas pelo seu criador Peter O'Donnell, não serem considerados cânones. Em ambas as versões, Modesty é obrigada ao serviço por Tarrant: nos quadrinhos ele questiona a validade de seu casamento, e consequentemente o seu direito a nacionalidade britânica e residência no país, já no livro, ele diz que a vida de Willie está em perigo, capturado numa revolução na América do Sul, e que ele pode providenciar as informações necessárias, se ela ajudá-lo.
Este fato deu início a um novo capítulo na vida de Modesty e Willie, com eles se envolvendo em várias aventuras como resultado de sua associação com Tarrant. Contudo, em suas viagens, também podem ajudar pessoas desconhecidas em situações de necessidade, assim como enfrentar bandidos excêntricos em lugares distantes. De tempos em tempos, inimigos do passado da Rede, também aparecem desafiando os dois. Apesar disso Modesty e Willie raramente recorrem ao assassinato, se não for necessário, utilizando para dominar seus inimigos, de seus atributos físicos, treinamento em artes marciais e arsenal de armas exclusivas, como por exemplo o “kongo”, uma arma oriental de mão chamada no Japão de yawara e pasak ou dulodulo nas Filipinas. Esta atitude é tratada de forma diferentes nos quadrinhos e nos livros, pois nestes últimos, o par é mostrado muito mais malicioso em seus empreendimentos, Willie, muitas vezes, confirma com Modesty, se sua missão é “para dormir” (“for sleeps”) ou “para manter” (“for keeps”), numa clara alusão a matar ou não.

## Final e morte
Suas estórias tiveram uma duração de noventa e seis histórias em quadrinhos, trinta livros, dois filmes, e um piloto de televisão. Criador de Modesty, Peter O'Donnell, declarou que não quer que as estórias de seus personagens sejam  continuadas por outros escritores e artistas. No final da história curta "The Trap Cobra", quinze anos se passaram desde que Modesty e Willie começaram as suas missões nas tiras de quadrinhos e livros. Modesty é diagnosticada com um tumor cerebral inoperável, e decide se sacrificar para salvar um trem cheio de inocentes de um grupo de rebeldes. Modéstia então revela sua doença para Willie, e posteriormente é morta a tiros. O próprio Willie também é depois morto a tiros, e os pares se reunem no pós-vida. Esta é considerada a mais polêmica das histórias de Modesty Blaise. Em 2001, O'Donnell decidiu, em um final mais otimista para a história em quadrinhos: Modesty e Willie são vistos ao por do sol, depois de ter doado um tesouro para o Exército da Salvação conforme se revela no final do livro "A Taste for Death". Modesty diz para Willie: "Sem vilões, nem vítimas, nem sangue, suor e lágrimas... nós vamos fazer uma pequena pausa, Willie, amor, só você e eu." a que responde Willie "Melhor um pouco de tudo, princesa." 